# 1986 en animation asiatique
Voir aussi: 1986 au cinéma - 1986 à la télévision
1985 en animation asiatique - 1986 en animation asiatique - 1987 en animation asiatique

## Principales diffusions au Japon

### Films
- 15 mars : Arion
- 12 avril : Touch: Sebangō no Nai Ace
- 2 août : Le Château dans le ciel
- 13 décembre : Touch 2: Sayonara no Okurimono
- 20 décembre : Dragon Ball : La Légende de Shenron
- 20 décembre : Phoenix: Ho-ō

### OVA
- 5 mars : The Humanoid: Ai no Wakusei Lazeria
- 25 mai : Mahō no Star Magical Emi Finale! Finale! (Emi magique)
- 21 septembre : Mahō no Star Magical Emi Semishigure (Emi magique)

### Séries télévisées
Les séries non datées ont débuté avant le 1er janvier de cette année
- 26 février : Dragon Ball
- 1er mars : Mobile Suit Gundam ZZ
- 7 mars : Susy aux fleurs magiques
- 15 octobre : Ganbare! Kickers